# Шицзячжуан
Шицзячжуа́н (кит.: 石家庄, піньїнь Shí-jiā-zhuāng) — місто на сході Китаю, столиця провінції Хебей.

## Географія
Місто розташоване на краю Великої Китайської рівнини за 320 км на південний захід від Пекіну.

### Клімат
Місто знаходиться у зоні, котра характеризується вологим континентальним кліматом зі спекотним літом. Найтепліший місяць — липень із середньою температурою 27.8 °C (82 °F). Найхолодніший місяць — січень, із середньою температурою -2.2 °С (28 °F).
| Клімат Шицзячжуана      | Клімат Шицзячжуана | Клімат Шицзячжуана | Клімат Шицзячжуана | Клімат Шицзячжуана | Клімат Шицзячжуана | Клімат Шицзячжуана | Клімат Шицзячжуана | Клімат Шицзячжуана | Клімат Шицзячжуана | Клімат Шицзячжуана | Клімат Шицзячжуана | Клімат Шицзячжуана | Клімат Шицзячжуана |
| Показник                | Січ.               | Лют.               | Бер.               | Квіт.              | Трав.              | Черв.              | Лип.               | Серп.              | Вер.               | Жовт.              | Лист.              | Груд.              | Рік                |
| Середній максимум, °C   | 3                  | 8                  | 14                 | 22                 | 28                 | 32                 | 32                 | 30                 | 27                 | 20                 | 11                 | 5                  | 20                 |
| Середня температура, °C | −2                 | 1                  | 7                  | 15                 | 21                 | 25                 | 27                 | 25                 | 21                 | 14                 | 5                  | 0                  | 13                 |
| Середній мінімум, °C    | −8                 | −5                 | 1                  | 8                  | 14                 | 19                 | 22                 | 21                 | 15                 | 8                  | 0                  | −5                 | 7                  |
| Норма опадів, мм        | 0                  | 0                  | 0                  | 30                 | 10                 | 20                 | 130                | 210                | 40                 | 30                 | 0                  | 0                  | 510                |
| Днів з дощем            | 1                  | 1                  | 0                  | 5                  | 2                  | 3                  | 10                 | 13                 | 5                  | 4                  | 0                  | 1                  | 53                 |
| Вологість повітря, %    | 45                 | 49                 | 51                 | 45                 | 49                 | 55                 | 74                 | 80                 | 68                 | 68                 | 67                 | 61                 | 59                 |
| ----------------------- | ------------------ | ------------------ | ------------------ | ------------------ | ------------------ | ------------------ | ------------------ | ------------------ | ------------------ | ------------------ | ------------------ | ------------------ | ------------------ |
| Джерело: Weatherbase    |                    |                    |                    |                    |                    |                    |                    |                    |                    |                    |                    |                    |                    |

## Історія
До VII століття тут було розташоване місто Шиї держави Чжао. При династії Тан воно було зруйноване, а на його місто відбудували Шицзячжуан. З проведенням залізниці Пекін — Ухань (1902) та окремої гілки на Тайюань (1907) почався швидкий розвиток міста, яке перетворилося на важливий транспортній вузол. З 1937 по 1945 роки місто було окуповано японськими військами. У подальші роки тут активно розвивалась промисловість і збільшувалось населення.

## Економіка
Місто є центром виробництва текстилю, ліків, особливо розвинена хімічна промисловість.

## Транспорт
У місті є трамвай, Міжнародний аеропорт Дагоцунь. Планується будівництво швидкісної залізничної магістралі Ухань — Шицзячжуан. В місті з 2017 року працює метрополітен.

## Культура
У місті розташовані музеї та театри, освітні та наукові. Відомий зоопарк Шицзячжуан.
Хоча це індустріальне місто, яке, в основному є для туристів лише пунктом транзиту, у межах міста або поруч з ним розташовані:
- Міст Аньцзи — найстаріший арковий міст у світі
- Монастир Лунсін

## Пероналії
- Лі Цунке (885—937) — останній імператор Пізньої Тан періоду п'яти династій і десяти держав.

## Міста-побратими
- Саскатун
- Де-Мойн
- Бельсько-Бяла
- Чхонан
- Сорія
- Надьканіжа
- Хмельницький

## Галерея

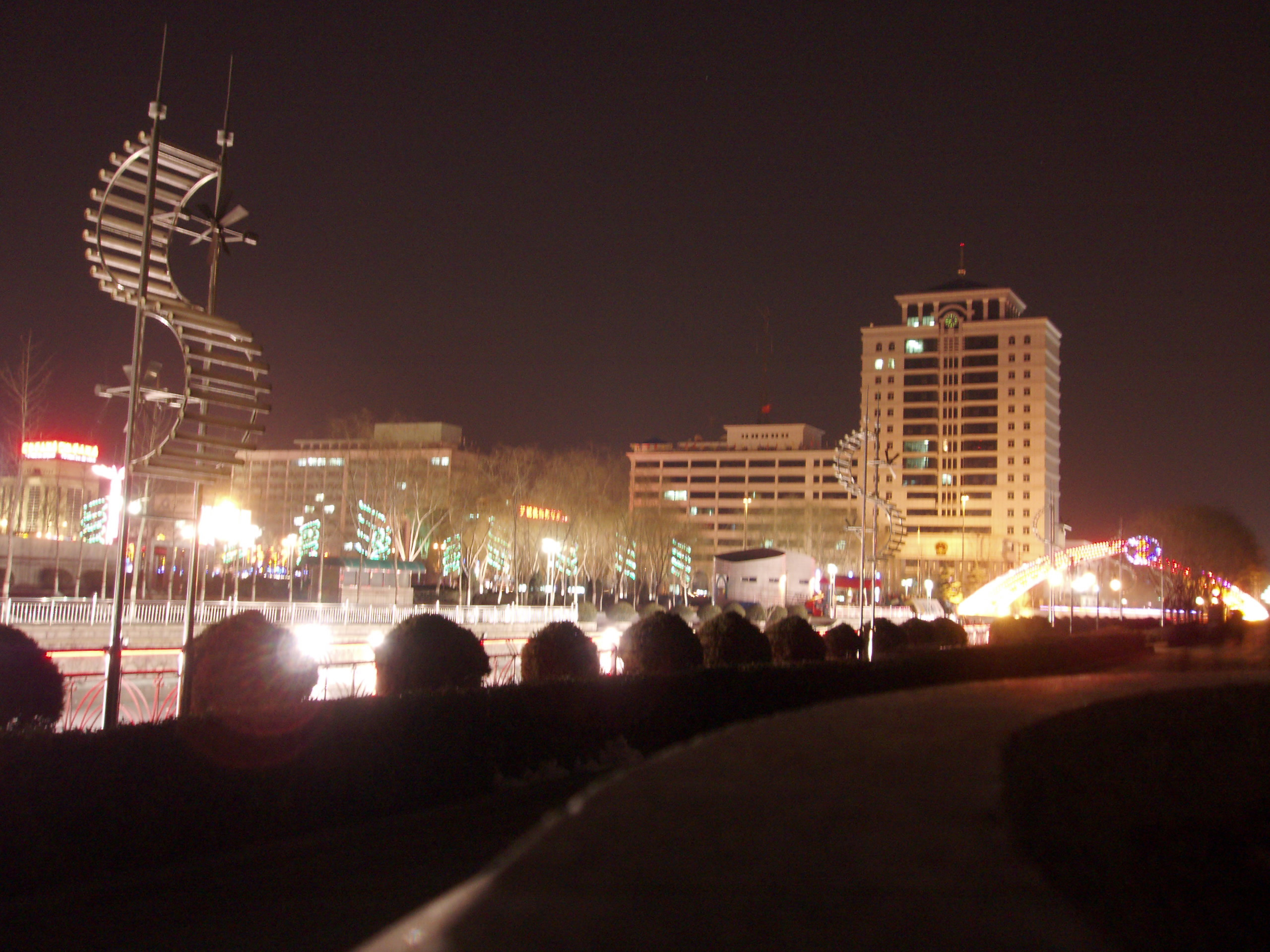
Нічний вигляд
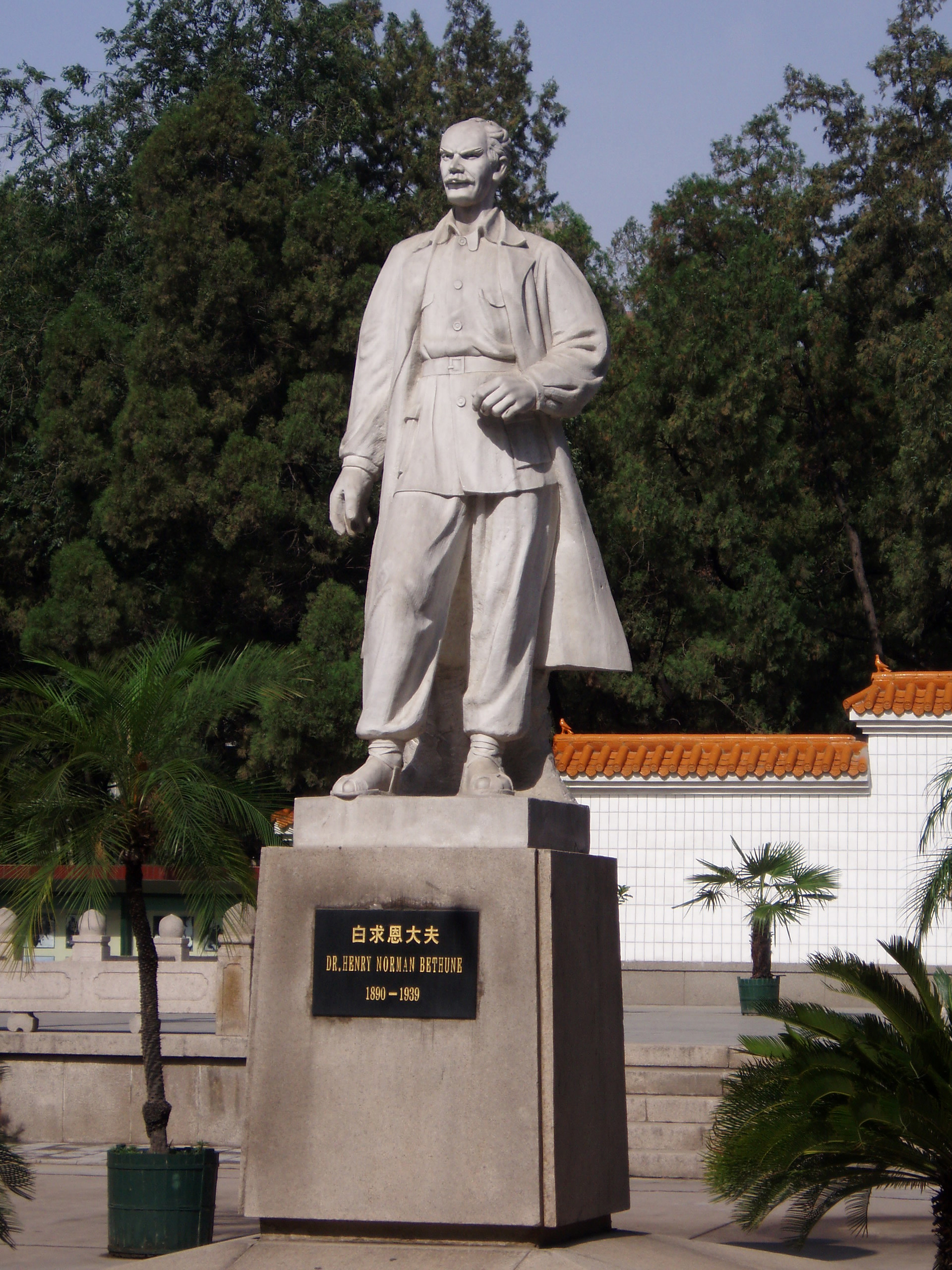
Пам'ятник канадському лікарю-комуністу Норману Бет'юну
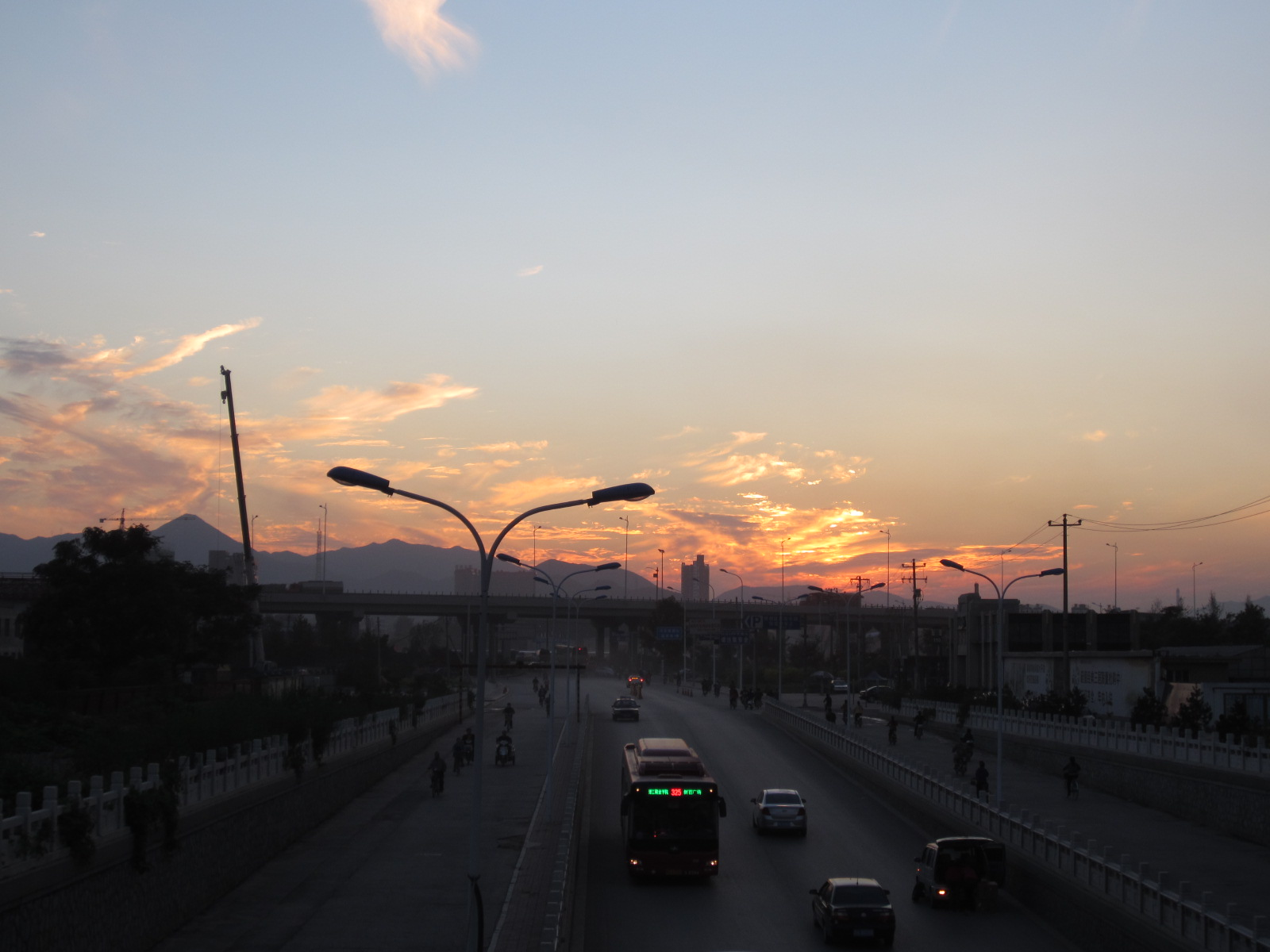
Схід сонця